# Soelchan-Saba Orbeliani

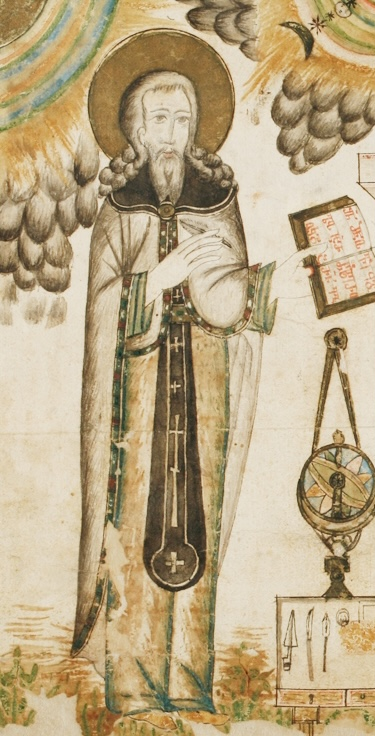
Soelchan-Saba Orbeliani

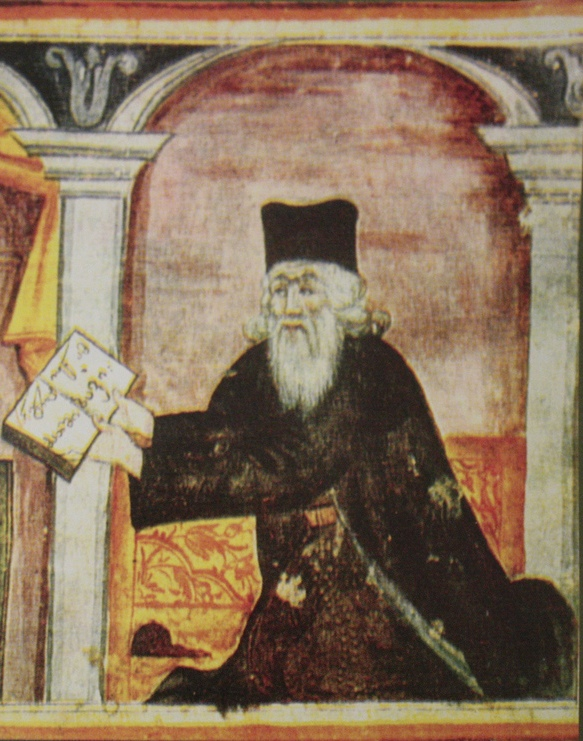
Sulchan-Saba Orbeliani

Soelchan-Saba Orbeliani (Georgisch: სულხან-საბა ორბელიანი) (Tandzia (Georgië), 4 november 1658  - Moskou, 26 januari 1725) was een Georgische prins, schrijver, monnik en een bekeerling tot het rooms-katholicisme. 
Soelchan Orbeliani werd geboren in een prestigieuze familie van de Georgische adel die nauwe banden had met het koninklijke huis, Bagrationi. Hij was een grote figuur van de renaissance, een opmerkelijke fabeldichter, lexicograaf, vertaler, diplomaat en wetenschapper. 
Soelchan-Saba Orbeliani werd geboren in het dorpje Tandzia in de buurt van Bolnisi in de regio Kvemo Kartli. Hij bracht zijn kindertijd en adolescentie daar door. Hij werd opgevoed aan het hof van koning George XI van Kartli.
Zijn genialiteit is meestal aangegeven in zijn werken, die de bekendste werken werden van de Georgische literatuur samen met De ridder in het pantervel van Sjota Roestaveli. Soelchan-Saba was een opvoeder van de koning van Kartli Vachtang VI.
- Gemeinsame Normdatei: 129888680
- International Standard Name Identifier: 0000 0001 1559 4815
- Library of Congress Control Number: n86142338
- Nationale Bibliotheek van Tsjechië: xx0003283
- Nationale Bibliotheek van Israël: 987007267536105171
- Nederlandse Thesaurus van Auteursnamen: 18630157X
- LIBRIS: 89886
- Système universitaire de documentation: 144842548
- Virtual International Authority File: 8477572
- WorldCat: E39PBJgd8jtB3dbXd8MjWgPmh3